# Bethlen Margit
Bethleni gróf Bethlen Margit (Budapest, 1882. augusztus 6. – Budapest, 1970. június 7.) magyar írónő, újságírónő, gróf Bethlen István miniszterelnök neje, a Magyar írónők Egyesületének diszelnöknője.

## Életútja
Gróf Bethlen András (1847–1898) politikus, földművelésügyi miniszter és foeni Mocsonyi Lívia (1862–1944) leánya. 1901. június 27-én kötött házasságot Bethlen Istvánnal (1874–1946), akitől három gyermeke született: András, István és Gábor.
1935-től 1944-ig főszerkesztője volt az Ünnep c. kéthetente megjelenő képes irodalmi magazinnak. Segédkezett Szendrey Júlia naplójának és írásainak kiadásában. 1951-ben kitelepítették, később visszatért Budapestre.

## Művei
- Mese a szomorú városról és egyéb történetek. Budapest, 1916 (az írónő ezzel az elbeszélő kötetével tűnt föl)
- Majd. Novellák. Budapest, 1920 (a női lélek elemzése apró rajzok segítségével)
- Egy élet. Regény. Budapest, 1921 A M. T. Akadémia Ormody-díjával jutalmazva. (Egy ábrándos úrihölgy életrajza gyermekkorától öregségéig: ifjúság, szerelem, esküvő, gyermek, udvarló, otthoni gondok, megöregedés.)
- A boldog sziget istene és egyéb elbeszélések; Budapest, 1925 (az elbeszélések mellett számos apró mese)
- A szürke ruha. Színmű. 1929 (a darabot nemcsak a budapesti Vígszínházban, hanem Milánóban is előadták. Meséje a házassági háromszög elkoptatott témája köré fonódik)
- Pitypang. Elbeszélések; Budapest, 1930 (sokoldalú érdeklődés, változatos tárgyak, olykor a humor hangja)
- Impressziók. Budapest, 1930 (széljegyzetek a mai élet kérdéseihez, gondolatok a modern társadalom jelenségeiről)
- Kis és nagy betűk. Novellák. Budapest, 1933 (az elbeszélések mellett lélekábrázolások és mesék)
- Cserebogár. Színmű. 1934 (bemutatója a Nemzeti Színházban; szerelmi történet tragikus befejezéssel)
- A nagy valami. Egy vén lány története; Budapest, 1934 (egy öregleány története)
- A kisasszony. Regény. Budapest, 1937 (hőse egy nevelőnő)
- Fehér lapon fekete képek. Novellák. Budapest, 1937 (huszonhárom elbeszélés)
- Morzsák; Athenaeum, Budapest, 1938
- Bethlen Margit meséskönyve; Révai, Budapest, 1940
- Két asszony közt. Regény; Singer-Wolfner, Budapest, 1941
- Erdélyi történetek; Stádium, Budapest, 1941
- Szomszédok. Regény; Singer-Wolfner, Budapest, 1942
- Magyar történelem. Olvasókönyv; Miéme, Budapest, 1943
- "A költőnő, akinek férje miniszterelnök". Gróf Bethlen Margit válogatott publicisztikai írásai; szerk., szöveggond., sajtó alá rend. Filep Tamás Gusztáv, Rózsafalvi Zsuzsanna; Gondolat, Budapest, 2024